# David Schaub
David Schaub é um especialista em efeitos especiais norte-americano. Como reconhecimento, foi nomeado ao Oscar 2011 na categoria de Melhores Efeitos Visuais por Alice in Wonderland.